# جورج واتكينز
جورج واتكينز (بالإنجليزية: George Watkins)‏ هو لاعب كرة قاعدة أمريكي، ولد في 4 يونيو 1900 في مقاطعة فريستون في الولايات المتحدة، وتوفي في 1 يونيو 1970 في هيوستن في الولايات المتحدة.

## وصلات خارجية
- جورج واتكينز على موقعبيزبول رفرنس.كوم (الدوري الرئيسي) (الإنجليزية)
- جورج واتكينز على موقعبيزبول رفرنس.كوم (الدوري الثانوي) (الإنجليزية)
- جورج واتكينز على موقع مشجعي الرسوم البيانية (الإنجليزية)